# Waterville (Minnesota)
Waterville is een plaats (city) in de Amerikaanse staat Minnesota, en valt bestuurlijk gezien onder Le Sueur County.

## Demografie
Bij de volkstelling in 2000 werd het aantal inwoners vastgesteld op 1833.
In 2006 is het aantal inwoners door het United States Census Bureau geschat op 1900, een stijging van 67 (3.7%).

## Geografie
Volgens het United States Census Bureau beslaat de plaats een oppervlakte van
6,0 km², waarvan 4,4 km² land en 1,6 km² water. Waterville ligt op ongeveer 309 m boven zeeniveau.

## Plaatsen in de nabije omgeving
De onderstaande figuur toont nabijgelegen plaatsen in een straal van 16 km rond Waterville.